# John MacDonald, 11. Earl of Ross
John MacDonald (* 1435; † 1498 in Dundee), 11. Earl of Ross, Lord of the Isles, war ein schottischer Adeliger.

## Leben
Sein Vater war Alexander MacDonald, 10. Earl of Ross, seine Mutter war Elisabeth, Tochter des Alexander Seton. Mit dem Tod seines Vaters am 8. Mai 1449 trat er als 14-Jähriger dessen Erbe an und übernahm damit auch die Titel Earl of Ross und Lord of the Isles.
In Zusammenarbeit mit den Earls of Douglas und Crawford betrieb er, zur Mehrung der eigenen Macht, eine Zerstückelung des Königreiches. Mit einer großen Truppe marschierte er 1452 nach Inverness, nahm die dortige Burg und anschließend Urquhart Castle ein; auf seinem Weg nach Süden durch Moray brannte er Ruthven Castle nieder und schlug eine Armee unter Führung des Earl of Huntly, die ausgesandt worden war, um ihn zu stoppen. Seine Eroberungen wurden ihm zwar 1454 aberkannt, aber bereits im folgenden Jahr erhielt er gegen eine jährliche Pacht von 100 £ die Ländereien bei Abertarff, Stratherrich und Grenane in Ayrshire  sowie Urquhart Castle. 1457 ernannte ihn Jakob II. sogar zu einem der Warden of the Marches.
Der schottische Feldzug gegen England im Jahr 1460, der mit dem plötzlichen Tod von Jakob II. endete, ließ einen unzufriedenen John mit seinen 3.000 Soldaten nach Norden zurückkehren. Erneut wendete er sich der Familie Douglas zu; er und der geächtete James Douglas, 9. Earl of Douglas schlossen 1461 mit Eduard IV. einen Vertrag, der (mit englischer Unterstützung) eine Aufteilung Schottlands zwischen den beiden Earls vorsah. Seine Verwandten, allen voran sein Sohn Angus sowie sein Neffe Alexander of Lochalsh, mobilisierten daraufhin ihre Truppen und besetzten die nördlichen Gebiete Schottlands (genannt werden Arran, Bute, Inverness und Nairn); die versprochene englische Unterstützung blieb jedoch wegen der begonnenen Rosenkriege aus.
John wurde in den folgenden Jahren mehrfach vor das Parlament zitiert, um wegen dieser Rebellion und seinem Handeln wie ein eigenständiger Monarch befragt zu werden. Er erschien jedoch nie; deswegen wurden ihm am 1. Dezember 1475 alle Titel, Würden und Besitzungen aberkannt, er selbst für vogelfrei erklärt. Daraufhin erschien er freiwillig vor dem Parlament; seine Auskünfte müssen so überzeugend gewesen sein, dass man bereits am 1. Juli 1476 seine Ächtung aufhob, ihn wieder in den Titel des „Lord of the Isles“ einsetzte und ihm einen Großteil seiner Ländereien zurückgab.
In den folgenden Jahren lebte John ohne weitere Ansprüche, wurde jedoch wegen der Machtfülle des „Lord of the Isles“ von der Regierung misstrauisch beobachtet. 1494 gab er die Herrschaft freiwillig ab und lebte für den Rest seines Lebens am schottischen Königshof. Nach seinem Tod wurde er, wie sein Vorfahr Robert II., in Paisley Abbey beigesetzt.
John war einmal verheiratet, die Daten seiner Ehe mit Elisabeth, Tochter des James Livingston, Lord Livingston of Callendar und Great Chamberlain of Scotland sind jedoch widersprüchlich. Die Ehe blieb kinderlos. Seine illegitimen Nachkommen, die Söhne Angus und John sowie die Tochter Margaret, wurden um 1485 von ihm anerkannt.